# Eueides pavana
Eueides pavana (conhecida popularmente, em inglês, Pavana Longwing) é uma borboleta neotropical da família Nymphalidae e subfamília Heliconiinae, nativa da floresta costeira Atlântica do Brasil. Foi classificada por Édouard Ménétries, em 1857, no texto Enumeratio Corporum Animalium Musei Imperialis Academiae Scientiarum Petropilitanae. Classis Insectorum, Ordo Lepidopterorum. Suas lagartas se alimentam gregariamente de plantas do gênero Passiflora (família Passifloraceae; espécies Passiflora rhamnifolia, P. sidaefolia e P. haematostigma).

## Descrição
Indivíduos desta espécie possuem as asas moderadamente longas e estreitas e são de coloração alaranjada, vistos por cima, com faixas e linhas amarronzadas, quase negras, que as fazem lembrar borboletas do gênero Actinote, das quais são miméticas. Vistos por baixo, apresentam padrão de coloração mais pálido. Também apresentam dimorfismo sexual aparente, com os machos mais alaranjados que as fêmeas.

## Hábitos
Eueides pavana pode ser encontrada desde o nível médio do mar até 1.500 metros de altitude, voando em florestas úmidas e passando a maior parte de seu tempo no dossel florestal. No acasalamento, machos sentam-se nas crisálidas de fêmeas um dia antes de seu surgimento, com a fecundação ocorrendo na manhã seguinte, antes que a fêmea tenha eclodido completamente. Suas lagartas são gregárias.

## Epíteto específico: etimologia
A etimologia do epíteto específico pavana possui sua definição vinda do mundo oriental: "Pavana", ou "Vayu", é um nome hindu sagrado. Deus do vento ou do ar, é um deus feroz. Ele dirige os seus cavalos furiosamente, às vezes mil deles; considerado o deus dos movimentos rápidos e, portanto, o pai dos velozes ("Vayu").